# Número de Champernowne

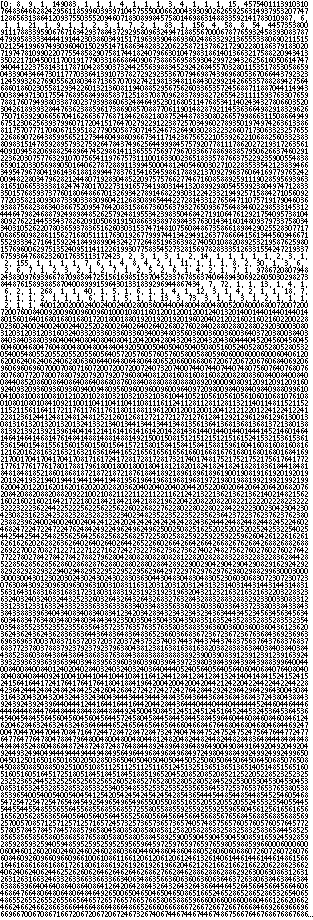
Parte del desarrollo de la fracción continua, número de Champernowne.

En matemáticas, la constante de Champernowne, C10, es una constante real y trascendente cuyo desarrollo decimal tiene propiedades importantes. Su nombre se debe al matemático y economista británico D. G. Champernowne, que lo publicó como estudiante en 1933.

## Normalidad
Sea x un número real. Se dice que x es un número normal en base b si la probabilidad de encontrar una secuencia dada de dígitos a lo largo de su expansión decimal es la misma que si se fuera a buscar cualquier otra secuencia de la misma cantidad de dígitos. En el artículo número normal encontrará una explicación más detallada.
Si denotamos una secuencia de dígitos como [a0,a1,...], entonces, en base 10, cabría esperar que, en un número normal, la aparición de las secuencias [0], [1], [2], ..., [9] tuviera lugar una vez de cada diez, que la de las secuencias [0,0], [0,1], ..., [9,8], [9,9] se produjeran una vez de cada cien, y análogamente cualquier secuencia de n cifras se producirá una vez de cada 10n.
Dada esta definición, ¿es posible construir un número normal? Naturalmente, se podría concatenar las secuencias [0], [1], [2], ..., [9], lo cual satisfaría la primera condición, después, las secuencias [0,0], [0,1], ..., [9,8], [9,9], lo cual satisfaría la segunda condición, etc.
Es precisamente así como se define la constante de Champernowne.
En base 10, dicha constante es igual a: 
{\displaystyle C_{10}=0,12345678910111213141516\dots }
Champernowne demostró que este número es normal en base 10. Se puede crear análogamente constantes de Champernowne que son normales en otras bases, por ejemplo:
{\displaystyle C_{2}=0,1\,10\,11\,100\,101\,110\,111\dots {}_{2}}
{\displaystyle C_{3}=0,1\,2\,10\,11\,12\,20\,21\,22\dots {}_{3}}

## Desarrollo en fracción continua
Así como se ha estudiado la constante de Champernowne, también se ha estudiado su desarrollo en forma de fracción continua. Kurt Mahler demostró que la constante es trascendente; por tanto, su fracción continua no termina nunca (porque el número no es racional) y es aperiódica (porque el número tampoco es cuadrático irracional).
Los términos del desarrollo en fracción continua muestran un comportamiento muy errático, ya que hay números enormes entre otros números mucho más pequeños. Por ejemplo, en base 10,
C10 = [0; 8, 9, 1, 149083, 1, 1, 1, 4, 1, 1, 1, 3, 4, 1, 1, 1, 15,
4 57540 11139 10310 76483 64662 82429 56118 59960 39397 10457 55500 06620 04393 09026 26592 56314 93795 32077 47128 65631 38641 20937 55035 52094 60718 30899 84575 80146 98631 48833 59214 17830 10987,
6, 1, 1, 21, 1, 9, 1, 1, 2, 3, 1, 7, 2, 1, 83, 1, 156, 4, 58, 8, 54, ...]
El 19º término tiene 166 cifras, y si proseguimos el desarrollo en fracción continua encontraremos otros términos mucho mayores. De hecho, el siguiente término tiene 2504 cifras. Esto complica la tarea de calcular los siguientes términos, pero la contrapartida es que estos números tan grandes consiguen aumentar enormemente la precisión de la aproximación obtenida si comparamos dicha aproximación con la que se obtiene al tomar los términos anteriores al número grande.

Sea K el 19º término del desarrollo de la constante de Champernowne en fracción continua, y comparemos la precisión obtenida con el desarrollo hasta el término anterior con la obtenida al incluir K: 
C10 – [0; 8, 9, 1, 149083, 1, 1, 1, 4, 1, 1, 1, 3, 4, 1, 1, 1, 15] ~ –9 ×10–190
C10 – [0; 8, 9, 1, 149083, 1, 1, 1, 4, 1, 1, 1, 3, 4, 1, 1, 1, 15, K] ~ 3 ×10–356
La mejora en la aproximación obtenida es de 166 órdenes de magnitud.

## Computación
La constante de Champernowne para una base b se puede expresar como una suma infinita:
{\displaystyle C_{b}=\sum _{n=1}^{\infty }{\frac {\sum _{k=b^{n-1}}^{b^{n}-1}kb^{-n(k-(b^{n-1}-1))}}{b^{\sum _{k=0}^{n-1}k(b-1)b^{k-1}}}}}
Esta suma se puede utilizar como herramienta para analizar la constante.